# Карелски език
Карелският език принадлежи към балто-финската група на угро-финското езиково семейство. Говори се от около 40 000 души живеещи в Република Карелия, в Тверската област в Русия и в източната част на Финландия. На карелски език се е запазило обширно и богато устно културно наследство. Карелският народ е автор на епическото произведение „Калевала“, събрано и редактирано от финския лингвист Елиас Льонрот (1802 – 1884). От 1937 до 1940 карелски бил официален език в Карелската АССР (заедно с руски)

## Писменост
Най-древният писмен източник (XIII век) на карелски език е Новгородская берестяная грамота № 292 (вид записки и бележки направен на външната част на брезовата кора) – четири реда текст, съдържащ магическото заклинание, опазващо от светкавицата. Обаче докъм началото на XIX век карелски език не функционирал като писмен – известни са само няколко бележки, докато книги на карелски нямало, така както и той не се преподавал в училищата.
От първата половина на XIX век и до 1930-те години съществувала писменост, базираща се на кирилицата. Най-първата отпечатана карелска книга е Евангелието от Матей, издадено през 1820.
От края на XIX и до началото на XX век съществувало книгопечатането на карелски език с използването на кирилицата. Обаче никаква литературна норма на карелския език я нямало, и това било причината за използването на различни алфабети.
През 1931 бил съставен и внедрен латинизираният карелски алфабет.
На 8 септември 1937 било издадено постановлението на Президиума ВЦИК СССР за превод на карелската писменост на руски алфабет. Карелският алфабет бил преведен на кирилицата (приличаща на алфабетите, използвани до Октомврийската революция – имало и допълнителни букви: ä, ö, ÿ). Писменият език, създаден на основата на същинско-карелския и ливския диалекти, не бил разбираем за мнозинството на карелите, затова функционирал само около 2 години и не получил достойното си развитие. През 1939 преподаването на карелския език в училищата на републиката било директивно отменено. През 1940 издаването на литература на карелски език също се прекратило.

## Лингвогеография
От 1940-те до края на XX век карелски бил език само на всекидневното общуване, тъй като през 1940 съветската власт го лишила от статута на официален регионален език на територията на Съветския съюз и принудително изтласкала от каквито и да е области на живота, освен битовата. По същото време финският бил обявен за официалния език на Карело-Финската ССР.
Основата на съвременната писменост е латиница, поради което на карелски не може да е присвоен статут на официалния език в Република Карелия (според федералното законодателство, в случай че няма специален акт, само кирилицата може да е писменост на официалния език в региона на Руската Федерация (РФ)). Затова, карелски език е единственият език на титулен регионален етнос в РФ, нямащ официален статут.
От 2009 карелски език в Финландия има статут на език на национално малцинство. Той се говори от около 5 хиляди души.
От 2011 от Обществото на карелски език (председателят на обществото е архиепископ Лев (Макконен)) е започнато издаването на списанието „Karjal Žurnualu“ на карелски език.

## Азбука (1950 – 1989)
| А а | Б б | В в | Г г | Д д | Е е | Ё ё | Ж ж |
| З з | И и | К к | Л л | М м | Н н | О о | П п |
| Р р | С с | Т т | У у | Ф ф | Х х | Ч ч | Ш ш |
| Ь ь | Э э | Ю ю | Я я | О̊ о̊ |     |     |     |

## Азбука (след 1989)
| A a | B b | C c | D d | E e | F f | G g | H h |
| I i | J j | K k | L l | M m | N n | O o | P p |
| Q q | R r | S s | T t | U u | V v | W w | X x |
| Y y | Z z | Å å | Ä ä | Ö ö |     |     |     |

## Вътрешна класификация
Основни диалекти:
- същинско-карелски;
- олонецко-карелски (известен още като ливски);
- людски;
- тверско-карелски.

## Примери
- Ливски: Ozakkahat ollah omassah hengel köyhät: heijän on taivahan valdukundu.
- Тверско-карелски: Ožakkahat ollah hengissäh keyhät: hiän oma on taivašvaldakunda.
- Същинско-карелски: Osakkahat ollah henkessäh köyhät: heijän on taivahien valtakunta.
- „Блажени нищите духом; защото е тяхно царството небесно“

- Ливски: Rahvahien opastajes Iisus saneli arbavuspaginoi.
- Тверско-карелски: Opaštuas’s’a inehmizie Iisus šaneli äijän arvautuššanoilla.
- Същинско-карелски: Opastuassah ihmisie Isussa pakasi äijän peittosanoilla.
- „Поучавайки хора, Исус разказваше притчи“.

- Ливски: Niilöis häi saneli Jumalah da ilmanigäzeh elokseh näh.
- Тверско-карелски: Näin hiän pagizi Jumalah näh da iinigäzeštä elännäštä.
- Същинско-карелски: Näin hiän pakasi Jumalasta ta ijänkaikkisesta elämästä.

- „Така той говореше за Бог и вечния живот“.